# Danell Leyva
Danell Johan Leyva (Càrdenas, 30 ottobre 1991) è un ginnasta statunitense, di origini cubane. Vincitore della medaglie di bronzo al concorso generale individuale ai Giochi Olimpici di Londra 2012.

È specializzato nelle parallele e nella sbarra, con la quale ha ultimato un movimento personalizzato: il jam-dislocate-hop to undergrips..

## Biografia
Nato da Maria Gonzalez e Johann Leyva, all'età di un anno arriva a Miami in fuga da Cuba.
La madre faceva parte della nazionale cubana di ginnastica insieme a Yin Alvarez, patrigno di Danell dopo il matrimonio del 2001, e dai due è allenato nella loro palestra di Miami. Ha una sorella, Dayanis Mesa, che è conduttrice televisiva.
Nel giugno 2016 ha registrato un video a sostegno dei diritti della comunità LGBT, nel quale ha indossato una maglietta "Make America Gay Again" e difeso il diritto delle persone transgender di autodefinirsi ed usare il bagno corrispondente alla propria identità di genere.
L'11 ottobre 2020, in occasione del Coming Out Day, ha fatto coming out dichiarandosi bisessuale e pansessuale.

## Carriera
Leyva gareggia per la prima volta nel 2006 alla Winter Cup, per poi continuare nella divisione giovanile al campionato nazionale americano (Visa Championships) dove arriva primo nel concorso individuale e guadagna la medaglia d'oro per il corpo libero e la sbarra, e quella d'argento sulle parallele.
Ai Junior National Championships del 2008 vince i titoli per l'All-Around, il cavallo con maniglie, la sbarra e le parallele; nello stesso anno è campione della sbarra al campionato panamericano di ginnastica tenutosi in Argentina. Viene, ancora nel 2008, scelto per gareggiare con la squadra americana giovanile ai Pacific Rim Championships a San Jose, dove vince il concorso a squadre e individuale e conquista la medaglia di bronzo con le parallele.
Nel 2009, a 17 anni, diventa il più giovane membro della nazionale senior di ginnastica artistica statunitense e viene scelto, insieme a Jonathan Horton, Timothy McNeill e Steven Legendre, per rappresentare gli Stati Uniti ai campionati mondiali di Londra. Si qualificherà per la finale di sbarra dove arriverà quarto.
Dopo aver vinto alla Winter Cup le medaglie con gli attrezzi a lui più congeniali (sbarra e parallele), nel 2010 è convocato ai Pacific Rim Championships di Melbourne. Il risultato finale sarà di due ori, sbarra e parallele; un bronzo con gli anelli e l'essersi qualificato alle finali nel concorso generale e per il cavallo con maniglie, piazzandosi al settimo posto in entrambi gli eventi.
In estate prende parte di nuovo alla Visa Championships dove diventa medaglia d'oro sulle parallele.
Viene convocato ai campionati mondiali di ginnastica artistica a Rotterdam dove contribuisce a far classificare quarta la sua nazione e arrivando quinto nella finale della sbarra.
Nel 2011 ai Visa Championships organizzati a Saint Paul batte il campione nazionale Jonathan Horton vincendo il suo primo concorso generale senior, oltre a vincere i titoli per le parallele e la sbarra.
Successivamente viene scelto come perno fondamentale della squadra ai Campionati mondiali di ginnastica artistica di Tokyo trovando la medaglia di bronzo nel concorso a squadre, il quale podio non si raggiungeva dal 2003.
Si qualifica, inoltre, per la finale del concorso individuale ma un errore gli fa sbattere il mento alla sbarra orizzontale impedendogli di continuare l'esercizio e totalizzando un punteggio di 6.466 si piazza al 24º posto. Si rifarà dell'accaduto canalizzando le proprie energie nella finale delle parallele dove primeggia sul grandino più alto del podio.
Nell'inverno del 2012 alla Winter Cup miete diverse medaglie; a marzo a New York arriva al primo posto tra gli uomini alla coppa intercontinentale (FIG Artistic Gymnastics All-around World Cup), vinta, nel campo femminile, dalla collega connazionale Jordyn Wieber.
Ai Visa Championships di Saint Louis arriva secondo nell'all-around alle spalle di John Orozco, ma difenderà i titoli alle sbarre e alle parallele. Questo gli permetterà di conquistare agli Olympic Trials di San Jose, sommati agli esercizi eseguiti durante i due giorni dell'evento, il pass per i Giochi olimpici di Londra. Nella stessa occasione si formerà anche la squadra per l'evento composta da Leyva, John Orozco, Jake Dalton, Jonathan Horton e Sam Mikulak.
A Londra partecipa alle qualificazioni di squadra, il risultato sarà di due quinti posti (nel concorso a squadre e alla sbarra) e una medaglia di bronzo conquistata nell'all-around alle spalle del giapponese Kōhei Uchimura e del tedesco Marcel Nguyen.

## Curiosità
Danell Leyva in un'intervista al New York Times ha dichiarato che sarà un suo obiettivo vincere un Oscar, un Emmy, un Tony, poiché dopo la ginnastica vuole cimentarsi nella recitazione e nei musical.
Prima delle olimpiadi del 2012 posa nudo per il servizio di ESPN, Bodies We Want 2012, con altri atleti tra cui l'atleta Carmelita Jeter, il decathleta Ashton Eaton e la pallavolista Destinee Hooker, vincitori di medaglie ai giochi olimpici.
Sempre durante le olimpiadi la casa di produzione cinematografica Titan Media ha approfittato della somiglianza del ginnasta, suggerita anche da diversi fans, con l'attore pornografico gay Damien Crosse, proveniente anch'egli da una famiglia di esuli cubani di Miami. Lo studio proponeva uno sconto sui film con l'attore Crosse seguito dallo slogan "“Are you fantasizing about a certain medal-winning Cuban-American Gymnast?” " (Stai fantasticando su un certo ginnasta cubano-americano vincitore di una medaglia? sfruttando la somiglianza tra i due, senza però fare nomi né accuse, ma rifacendosi ad una foto che metteva i due fisici a confronto.